# Parc des expositions de Perpignan
Le Parc des Expositions est une salle modulable en forme de dôme, destinée à accueillir les événements de grosse envergure située à Perpignan (Pyrénées-Orientales, France) pouvant accueillir 6 500 spectateurs en configuration concert.

## Description
Il a été inauguré en 1984. Il a considérablement développé son activité ces vingt dernières années, ce qui impose une gestion des réservations de l'espace un an et demi à l'avance.
Des expositions professionnelles de grande envergure, des spectacles de moyenne et grande envergure (concerts), des salons grand public et professionnels et autres événements locaux, nationaux et internationaux sont organisés, drainant plus de 450 000 visiteurs chaque année.
Il se compose de deux halls qui offrent de nombreuses possibilités et de deux parkings de 40 000 m2 pour 5 000 places disponibles.
Son architecture singulière en forme de gros dôme, libère une surface disponible de 7 500 m2 sans poteau. Il se prête à tous types de manifestations : salon professionnel ou grand public, événement sportif, spectacle, gros concert, toutes les configurations sont possibles.
Le parc des expositions comprend également une salle polyvalente modulable pouvant accueillir 2 500 spectateurs nommée Le Satellite. 
Concerts accueillis et à accueillir au parc des expositions
Johnny Hallyday, Mylène Farmer, Yannick Noah, Cali, Cock Robin, Henri Salvador, Étienne Daho, Matt Pokora, Sexion d'Assaut
Humoristes accueillis
Jean-Marie Bigard, Jamel Debbouze, Gad Elmaleh, Florence Foresti, Laurent Gerra, Nicolas Canteloup...